# Primus van de Schotse Episcopaalse Kerk
De Primus van de Schotse Episcopaalse Kerk (Engels: Primus of the Scottish Episcopal Church) is het hoofd van de Schotse Episcopaalse Kerk. Hij wordt gekozen uit een van de zeven bisschoppen - die de bisschoppelijke synode vormen - die het kerkgenootschap kent. De titel Primus is afgeleid van het Latijn primus inter pares, de eerste onder gelijken. De Primus heeft geen gezag over de andere bisschoppen. Sinds 2017 is Mark Strange (*1961), de bisschop van Moray, Ross & Caithness, Primus.

## Lijst van Primussen van de Schotse Episcopaalse Kerk
| Afbeelding | Persoon                       | Periode         | Opmerking(en)                                                                |
| ---------- | ----------------------------- | --------------- | ---------------------------------------------------------------------------- |
|            | John Fullarton (1645-1727)    | 1720 - 1727     | Bisschop van Edinburgh (1720-1727)                                           |
|            | Arthur Millar (1649-1727)     | mei - okt. 1727 | Bisschop van Edinburgh (mei-okt. 1727)                                       |
|            | Andrew Lumsden (1654-1733)    | 1727 - 1731     | Bisschop van Edinburgh (1727-1731)                                           |
|            | David Freebairn (1653-1739)   | 1731 - 1738     | Bisschop van Galloway (1731-1733); Bisschop van Edinburgh (1733-1739)        |
|            | Thomas Rattray (1684-1743)    | 1738 - 1743     | Bisschop van Dunkeld (1727-1743)                                             |
|            | Robert Keith (1681-1757)      | 1743 - 1757     | Bisschop van Caithness, Orkney en The Isles (1731-1757)                      |
|            | Robert White (†1761)          | 1757 - 1761     | Bisschop van Fife (1743-1761)                                                |
|            | William Falconer (1707-1784)  | 1762 - 1782     | Bisschop van Moray (1742-1778); Bisschop van Edinburgh (1776-1784)           |
|            | Robert Kilgour (1714-1790)    | 1782 - 1788     | Bisschop van Aberdeen (1768-1786)                                            |
|            | John Skinner (1744-1816)      | 1788 - 1816     | Bisschop van Aberdeen (1786-1816)                                            |
|            | George Gleig (1753-1840)      | 1816 - 1837     | Bisschop van Brechin (1810-1840)                                             |
|            | James Walker (1770-1841)      | 1837 - 1841     | Bisschop van Edinburgh (1830-1841)                                           |
|            | William Skinner (1778-1857)   | 1841 - 1857     | Bisschop van Aberdeen (1816-1857); zoon van John Skinner, primus (1744-1816) |
|            | Charles Terrot (1790-1872)    | 1857 - 1862     | Bisschop van Edinburgh (1841-1872); wiskundige                               |
|            | Robert Eden (1804-1886)       | 1862 - 1886     | Bisschop van Moray, Ross & Caithness (1851-1886)                             |
|            | Hugh Jermyn (1820-1903)       | 1886 - 1901     | Bisschop van Brechin (1875-1903)                                             |
|            | James Kelly (1832-1907)       | 1901 - 1904     | Bisschop van Moray, Ross & Caithness (1886-1904)                             |
|            | John Wilkinson (1833-1907)    | 1904 - 1907     | Bisschop van St Andrews, Dunkeld & Dunblane (1893-1907)                      |
|            | Walter Robberds (1863-1944)   | 1908 - 1934     | Bisschop van Brechin (1904-1934)                                             |
|            | Arthur Maclean (1858-1943)    | 1935 - 1943     | Bisschop van Moray, Ross & Caithness (1904-1943)                             |
|            | Logie Danson (1880-1946)      | 1943 - 1946     | Bisschop van Edinburgh (1939-1946)                                           |
|            | John How (1881-1961)          | 1946 - 1952     | Bisschop van Glasgow & Galloway (1938-1952)                                  |
|            | Thomas Hannay (1887-1970)     | 1952 - 1962     | Bisschop van Argyll & The Isles (1942-1962)                                  |
|            | Francis Moncreiff (1906-1984) | 1962 - 1973     | Bisschop van Glasgow & Galloway (1952-1973)                                  |
|            | Richard Wimbush (1909-1994)   | 1974 - 1977     | Bisschop van Argyll & The Isles (1963-1977)                                  |
|            | Alastair Haggart (1915-1998)  | 1977 - 1985     | Bisschop van Edinburgh (1975-1985)                                           |
|            | Ted Luscombe (1924-2022)      | 1985 - 1990     | Bisschop van Brechin (1975-1990)                                             |
|            | George Henderson (1922-1997)  | 1990 - 1992     | Bisschop van Argyll & The Isles (1977-1992)                                  |
|            | Richard Holloway (1933-)      | 1992 - 2000     | Bisschop van Edinburgh (1986-2000); LHBTI-activist, presentator              |
|            | Bruce Cameron (1941-)         | 2000 - 2006     | Bisschop van Aberdeen & Orkney (1992-2006)                                   |
|            | Idris Jones (1943-)           | 2006 - 2009     | Bisschop van Glasgow & Galloway (1998-2009)                                  |
|            | David Chillingworth (1951-)   | 2009 - 2016     | Bisschop van St Andrews, Dunkeld & Dunblane (2004-2016)                      |
|            | Mark Strange (1961-)          | 2017 - heden    | Bisschop van Moray, Ross & Caithness (2007-)                                 |